# Muzeum Narciarstwa w Cieklinie
Muzeum Narciarstwa im. Stanisława Barabasza w Cieklinie – muzeum z siedzibą w Cieklinie (powiat jasielski). Placówka jest jednostką organizacyjną gminy Dębowiec.
Placówka powstała w 2008 roku w wyniku współpracy władz gminy oraz prywatnych kolekcjonerów i darczyńców, przy zaangażowaniu środków z Europejskiego Funduszu Rozwoju Regionalnego. Jego siedzibą są pomieszczenia Wiejskiego Domu Kultury w Cieklinie, zaś patronem został Stanisław Barabasz - XIX-wieczny pionier polskiego narciarstwa.

W zbiorach muzeum znajdują się eksponaty związane z historią polskiego narciarstwa: narty (najstarsze pochodzące z 1917 roku), kijki, buty, wiązania, medale i odznaki, fotografie, książki oraz publikacje. Ponadto placówka jest w posiadaniu materiałów archiwalnych, zgromadzonych przez  polskiego narciarza i działacza, Tadeusza Wowkonowicza. 
Muzeum czynne w środy i soboty, wstęp wolny.